# Kao Sien-č’
Kao Sien-č’ (čínsky pchin-jinem Gāo Xiānzhī, znaky 高仙芝; † 24. ledna 756) byl generál kogurjoského původu působící v říši Tchang. Sloužil především na severozápadě tchangské říše a ve střední Asii, kde se vypracoval do vysokých velitelských funkcí a od roku 747 zastával funkci vojenského guvernéra ťie-tu-š’ čtyř posádek An-si (tchangský Západní kraj a země na dále na západ). Vedl tchangské vojenské expedice v Západních krajích, až k Pamíru a Aralskému a Kaspickému moři. Velel tchangské armádě poražené roku 751 Araby v bitvě u řeky Talas. Roku 756 patřil ke generálům, kteří stanuli v čele vojsk vyslaných proti povstání An Lu-šana; s generálem Feng Čchang-čchingem byl obviněn z paniky a neschopnosti a popraven.

## Život
Kao Sien-č’ byl synem generála Go Sagje, který pocházel ze vzdálené vedlejší linie královského rodu v Kogurju. Roku 668 bylo Kogurjo dobyto říší Tchang, Go Sagje padl do zajetí a začal sloužit v tchangské armádě. Kao Sien-č’ se narodil během otcovy služby v oblasti An-si (region Tarimské pánve), od mládí projevoval velkou statečnost, byl výborným jezdcem a lučištníkem. Sloužil s otcem v Kašgaru, později byl generálem v oddílech vojenských guvernérů ťie-tu-š’ An-si. Koncem 30. let 8. století upoutal pozornost guvernéra ťie-tu-š’ Fu-meng Ling-čcha, který ho doporučil k povýšení a Kao Sien-č’ se stal jeho zástupcem.
Roku 747 s 10 tisíci jezdci dobyl zemi Malé Bolü (v oblasti Gilgitu v Kašmíru), spojence Tibetu, čímž přerušil komunikaci mezi Tibetem a arabským chalífátem, resp. Turkuty, a zajal tamního krále a královnu, tibetskou princeznu. Úspěšné tažení vedlo k rozšíření tchangského vlivu v regionu, když přes 70 místních drobných indických a sogdských království uznalo tchangskou svrchovanost. O úspěchu informoval císaře přes hlavu svého nadřízeného Fu-meng Ling-čchaa, který to považoval za hrubý nevděk od důstojníka, kterého vyzdvihl do vysokých hodností, a rozzuřil se na „psí střeva žeroucího kogurjoského otroka“. Dozorující eunuch Pien Ling-čcheng zasáhl v Kaoův prospěch, když panovníka upozornil na spor generálů, což vyústilo ve Fu-mengovo odvolání a nástup Kao Sien-č’a do úřadu vojenského guvernéra ťie-tu-š’ An-si.

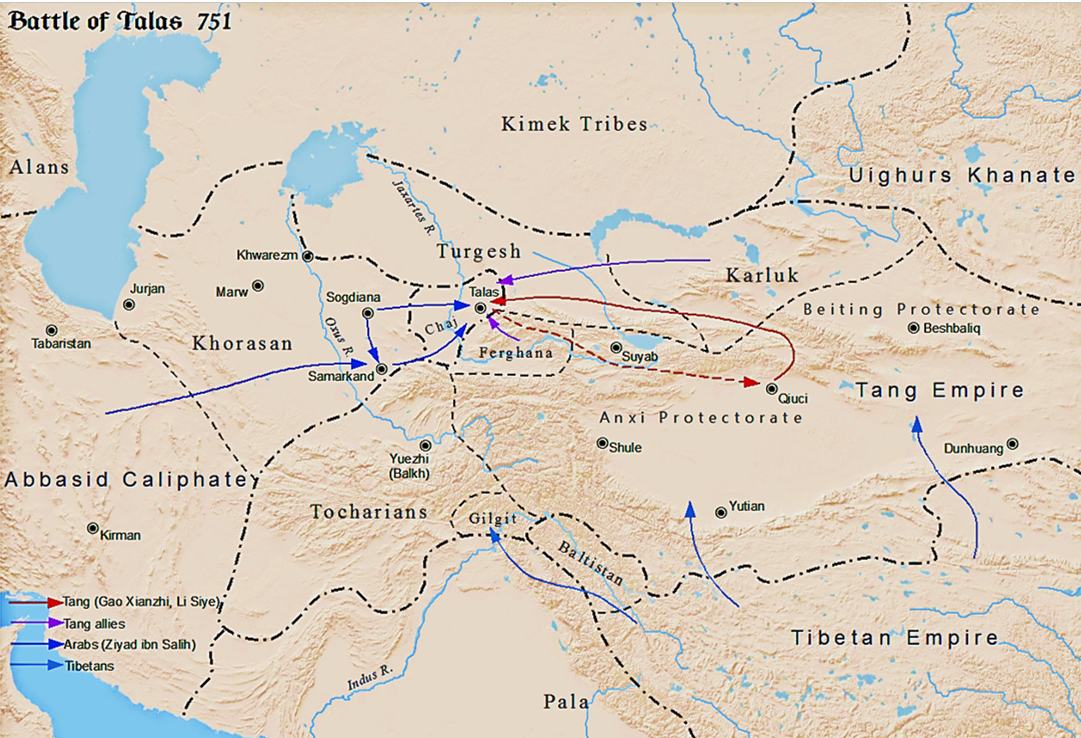
Tažení k bitvě u řeky Talas roku 751

Roku 749 Kao obsadil Sa-pchi a Po-sien (v Tarimu); roku 750 dobyl Čitrál (na pomezí Afghánistánu, Pákistánu a Kašmíru) a porazil Türgeše. Téhož roku 750 Kao Sien-č’ podpořil jeden z klientských středoasijských států, Ferghanu, a navzdory platné mírové dohodě napadl, dobyl a vyloupil město Šáš (Taškent) a na jaře 751 s bohatou kořistí přijel do tchangského hlavního města Čchang-anu, císař ho vyznamenal a zvažoval jeho přeložení do Che-si, nakonec ale v Che-si ponechal An S’-šuna a Kao Sien-č’ se vrátil do An-si.
Mezitím, pod dojmem z Kao Sien-č’ova útoku na Šáš, různé státy v regionu odpadly od Tchangů a přešly k Abbásovskému chalífátu. Kao reagoval shromážděním 30tisícové armády a tažením proti nim. V údolí řeky Talas se střetl s abbásovským vojskem vedeným guvernérem Samarkandu Zijád ibn Sálihem, boje trvaly pět dní, rozhodl je přechod Karluků na stranu Abbásovců. Tchangské síly byly rozdrceny, zachránilo se pouze několik tisíc vojáků. Neúspěch v bitvě u řeky Talas položil konec tchangskému postupu na západ, nicméně i Abbásovci utrpěli těžké ztráty a zastavili expanzi na východ. Kao byl po bitvě přeložen do Čchang-anu na místo generála císařské gardy, novým ťie-tu-š’ An-si se stal Wang Čeng-ťien. Roku 755 Kao obdržel titul vévody z Mi-jün.
Koncem roku 755 povstal An Lu-šan,ťie-tu-š’ tří oblasti na severovýchodě tchangské říše. Císař Süan-cung jmenoval jednoho ze svých synů, Li Wana, knížete ze Žung, velitelem armády shormažďované v metropolitní oblasti proti rebelům a Kaoa určil Li Wanovým zástupcem, Pien Ling-čcheng ve velení armády působil jako osobní císařův zmocněnec a pozorovatel. Li Wan a Kao vytáhli v čele 50 tisíc vojáků z Čchang-anu na východ a zastavili se v Šan-čou, na půl cestě mezi Čchang-anem a Luo-jangem. Další tchangský generál a bývalý Kaoův podřízený Feng Čchang-čching byl v bojích východně od Luo-jangu opakovaně poražen povstalci, kteří poté obsadili Luo-jang, přičemž Feng ustoupil do Šan-čou, spojil zbytky svých vojsk s armádou Kaoa a společně ustoupili dále na západ do snadněji bránitelného průsmyku Tchung. Zde odrazili první nápor povstalců. Pien Ling-čcheng však císaře přesvědčil, že Kao a Feng ustoupili z Šan-čou zbytečně a obvinil je z defraudace vojenských zásob a materiálu. Císař nařídil popravu obou generálů. Velitelem tchangských vojsk v průsmyku i celém čchanganském regionu (Kuan-čungu) byl pak jmenován Ke-šu Chan, ťie-tu-š’ Che-si a Lung-jou.